# آردن میرین
آردن میرین (انگلیسی: Arden Myrin؛ زادهٔ ۱۰ دسامبر ۱۹۷۳) هنرپیشه و کمدین اهل ایالات متحده آمریکا است.

## گزیده فیلمشناسی
- هری ساختارشکن (۱۹۹۷)
- ۳۰ روز (فیلم ۱۹۹۹) (۱۹۹۹)
- آنچه زنان می‌خواهند (۲۰۰۰)
- بزرگراه (فیلم ۲۰۰۲) (۲۰۰۲)
- کینزی (۲۰۰۴)
- کریسمس در کنار خانواده کرنک (۲۰۰۴)
- قلب یک مخاطب (۲۰۰۵)
- ایوان قادر مطلق (۲۰۰۷)
- خوش شانس‌ها (۲۰۰۸)
- اطلاع‌رسانی! (۲۰۰۹)
- شکوه صبح (۲۰۱۰)
- یه کمک کوچولو (۲۰۱۰)
- نادرست (فیلم) (۲۰۱۲)
- دافنه و ولما (۲۰۱۸)
- دوستان (۲۰۰۱)
- دختران گیلمور (۲۰۰۶)
- غیب‌گو (مجموعه تلویزیونی) (۲۰۱۱, ۲۰۱۳)
- نارنجی مد جدید است (۲۰۱۳)
- مدیریت خشم (مجموعه تلویزیونی) (۲۰۱۴)
- استخوان‌ها (مجموعه تلویزیونی) (۲۰۱۵)
- دو دختر ورشکسته (۲۰۱۵)
- وحشت شیطانی (۲۰۱۹)
- اعجوبه فضایی (۲۰۲۲)
- بی‌شرم (مجموعه تلویزیونی آمریکایی) (۲۰۱۶)
- آناتومی گری (مجموعه تلویزیونی) (۲۰۱۸)
- تسکین‌ناپذیر (مجموعه تلویزیونی) (۲۰۱۸–۲۰۱۹)
- جادوگران (مجموعه تلویزیونی آمریکایی) (۲۰۱۹)